# IC 1532
IC 1532 је спирална галаксија у сазвјежђу Тукан која се налази на листи објеката дубоког неба у Индекс каталогу.
Деклинација објекта је - 64° 22' 16" а ректасцензија 0h 9m 53,4s. Привидна величина (магнитуда) објекта IC 1532 износи 14,0 а фотографска магнитуда 14,8. Налази се на удаљености од 25,467 милиона парсека од Сунца. IC 1532 је још познат и под ознакама ESO 78-17, PGC 695.